# Miadziusze
Miadziusze (biał. Мядзюшы, Miadziuszy; ros. Мядюши, Miadiuszy) – wieś na Białorusi, w obwodzie grodzieńskim, w rejonie werenowskim, w sielsowiecie Raduń, przy granicy z Litwą.
W źródłach pojawia się także pod nazwami Madziusze, Miadziuszki i Madiuszi.
W pobliżu wsi znajduje się drogowe przejście graniczne Dociszki, położone na drodze republikańskiej P145.

## Historia
W dwudziestoleciu międzywojennym leżały w Polsce, w województwie nowogródzkim, w powiecie lidzkim, w gminie Ejszyszki. Po II wojnie światowej w granicach Związku Radzieckiego. Od 1991 w niepodległej Białorusi.